# Успенський собор (Верхньодніпровськ)
Успенський собор — втрачена дерев'яна пам'ятка архітектури у місті Верхньодніпровськ. 
Споруджено 1850 року коштом прихожан та приватні пожертви. 

## Історичні відомості
За даними на 1908 рік:
355 двори в приході, парафіян чоловічої статі — 1468, жіночої — 1434. 
При церкві церковно-парафіяльна школа. 
Протоірей — Демидович Дмитро Олександрович, 69 років, закінчив курс духовної семінарії зі званням вихователя, законовчителя, має дружину та троє дітей, священик — з 1862 року, в цьому приході — з 1898 року.
Священик — Дехранов Йосип Дмитрович, 33 років, закінчив курс духовної семінарії, дружина та троє дітей,
священик — з 1901 року, в цьому приході — з 1907 року.
Діакон — Разумов Микола Олександрович — з 1901 року, в цьому приході — з 1905 року.
Псаломщик — Шапошніков Микола Ілларіонович — з 1898 року, в цьому приході — з 1904 року.
Псаломщик — Басков Іван Сергійович — з 1902 року.
До церкового приходу також відносились:
- передмістя Рим та Литвинівка (нині частина міста): 96 дворів в приході, прихожан чоловічої статі — 386, жіночої — 369;
- село Щурівка (нині частина міста): 20 дворів в приході, прихожан чоловічої статі — 80, жіночої — 90.